# بيتر وير
بيتر وير (بالإنجليزية: Peter Weir)‏ (18 يناير 1958 في المملكة المتحدة - ) هو لاعب كرة قدم بريطاني في مركز جناح ‏. شارك مع منتخب اسكتلندا لكرة القدم. أما مع النوادي، فقد لعب مع ليستر سيتي ونادي أبردين ونادي سانت ميرين ونادي آير يونايتد.

## وصلات خارجية
- بيتر وير على موقع الاتحاد الإسكتلندي (الإنجليزية)
- بيتر وير على موقع قاعدة بيانات كرة القدم.إي يو (الإنجليزية)
- بيتر وير على موقع ناشيونال فوتبول تيمز (الإنجليزية)
- بيتر وير على موقع عالم كرة القدم.نت (الإنجليزية)